# Sobinsky (huyện)
Huyện Sobinsky (tiếng Nga: ? райо́н) là một huyện hành chính tự quản (raion), của Tỉnh Vladimir, Nga. Huyện có diện tích 1622 kilômét vuông, dân số thời điểm ngày 1 tháng 1 năm 2000 là 25100 người. Trung tâm của huyện đóng ở Sobinka.